# تشارلز هوارد كوران
تشارلز هوارد كوران هو عالم حشرات كندي، ولد في 20 مارس 1894 في أوريليا في كندا، وتوفي في 23 يناير 1972 في ليسبرغ في الولايات المتحدة.